# Heinz Fiebig
Heinz Fiebig (Zabrze, 23 marzo 1897 – Seesen, 30 marzo 1964) è stato un generale tedesco della Wehrmacht durante la seconda guerra mondiale e che venne decorato con la Croce di Cavaliere della Croce di Ferro.

## Biografia
Heinz Fiebig iniziò la propria carriera militare con l'inizio della prima guerra mondiale, il 21 agosto 1914, nel 156º reggimento di fanteria (3° Slesia) col quale rimase sino alla fine del conflitto, raggiungendo il grado di comandante di battaglione. Nel 1915 venne promosso tenente.
Durante la Repubblica di Weimar, rimase in servizio nel Reichswehr e venne assegnato al 3º reggimento di fanteria, venendo promosso al rango di capitano nel 1931. Promosso maggiore nel 1936, nel 1939 venne promosso tenente colonnello. Dal 1936 al 1939 fu istruttore alla scuola di guerra di Dresda.
Con la dichiarazione di apertura delle ostilità della seconda guerra mondiale nel 1939, divenne comandante di un battaglione del 192º reggimento di fanteria che venne impiegato nella conquista della Polonia ma che non entrò mai in conflitto con truppe nemiche. Passò quindi al fronte occidentale dal 1940, e la sua unità combatté nei Paesi Bassi, in Belgio ed in Francia per poi fare ritorno in Germania. Dal novembre del 1940 al marzo del 1941, Heinz Fiebig comandò il 1º battaglione del 558º reggimento di fanteria. Dal marzo del 1941 al giugno del 1943, Fiebig divenne comandante del 448º reggimento di fanteria col quale prese parte all'Operazione Barbarossa sul fronte orientale. Nell'aprile del 1944, divenne comandante della scuola d'esercito della 4ª armata in Russia. Nel medesimo periodo, venne delegato allo stato maggiore della 36ª divisione di fanteria e più tardi, a quello della 246ª divisione di fanteria.
Nell'aprile del 1944, divenne ufficiale di riserva dell'Oberkommando. A partire dall'agosto del 1944, divenne comandante temporaneo della 712ª divisione di fanteria, passando poi alla fine di settembre del 1944 all'84ª divisione di fanteria. Occupò tale incarico sino alla fine della guerra, ma la sua divisione subì perdite pesantissime sul fronte occidentale.
Catturato dagli inglesi l'8 maggio 1945 presso Luneburgo, Fiebig venne trasferito dal 9 gennaio 1946 all'Island Farm Special Camp 11, e dal 19 gennaio di quello stesso anno al London District Cage, per poi passare il 24 gennaio all'Island Farm Special Camp 11 ancora una volta. Il 17 dicembre 1946, venne trasferito nuovamente al London District Cage. Venne liberato nel 1947.